# Deutereulophus floridensis
Deutereulophus floridensis är en stekelart som beskrevs av Schauff 2000. Deutereulophus floridensis ingår i släktet Deutereulophus och familjen finglanssteklar. Inga underarter finns listade i Catalogue of Life.